# Обручальное кольцо (Лихтенштейн)
«Обручальное кольцо» (англ. Engagement Ring) — картина в стиле поп-арт, созданная американским художником Роем Лихтенштейном в 1961 году. Работа основана на американской серии комиксов «Винни Винкль» (англ. Winnie Winkle), но Лихтенштейн изменил как графическое описание, так и повествовательное сопровождение, которое он представляет в виде текстового баллона. Как и в большинстве его ранних романтических работ в жанре комикса темой «Обручального кольца» были «парень и девушка, связанные романтическим диалогом и действием».

## Детали
Первоисточником для работы Лихтенштейна была картинка авторства Мартина Браннера, бывшая частью комикса «Винни Винкль» (англ. Winnie Winkle) от 16 июля 1961 года, опубликованного в газете «Chicago Tribune». Размеры картины Лихтенштейна составляют 172,1 на 201,9 см. Её отличает «пятнистый» фон из мелких точек техники Бен-Дей и рисунок «стаккато». Общая «сырость» «Обручального кольца» связывает её с работами Лихтенштейна 1950-х годов, в то время как её «интегрированная формальность» связывает её с последующими работами художника. В своей картине Лихтенштейн использовал лишь несколько основных цветов: так в красный он окрасил ногти, губы, занавески и стены, в то время как жёлтый цвет приобрели волосы и абажур. Хотя картина среди критиков считается «полностью характерной для художника картиной, концептуальной и со своим почерком», она оценивается не так композиционно уравновешенной, как последующие работы Роя Лихтенштейна. Стиль «Обручального кольца» описан как «сухой», отмечается, что «ограниченность в цвете и линейное упрощение комиксов доведены до масштаба станковой живописи». Использование одного кадра из комиксов оставляет неясными для зрителя обстоятельства изображённой сцены и её последующее развитие.
Когда Лихтенштейн проводил свою первую персональную выставку в галерее Лео Кастелли в феврале 1962 года, «Обручальное кольцо» было продано ещё до её открытия. Помимо этой картины на выставке были представлены такие работы Лихтенштейна как «Смотри, Микки» (англ. Look Mickey), «Бам!» (англ. Blam) и «Холодильник» (англ. The Refrigerator). За «Обручальное кольцо» заплатили 1200 долларов США (9939 долларов в пересчёте на 2018 год). Выставка же проходила с 10 февраля по 3 марта. В том же году Лихтенштейн выпустил ещё несколько картин об обручальных кольцах.